# 相馬著胤
相馬 著胤（そうま あきたね）は、江戸時代後期の陸奥国相馬中村藩の世嗣。

## 略歴
10代藩主・相馬樹胤の長男として誕生。
中村藩嫡子となったが、病弱のため文化10年（1813年）に廃嫡された。代わって、叔父・益胤が嫡子となった。
文化14年（1817年）に死去した。